# Business Never Personal
Business Never Personal é o quarto álbum de estúdio do duo de hip hop EPMD, lançado em 28 de Julho de 1992 pela Def Jam Recordings. Depois da crítica mista do seu álbum anterior, Business as Usual de 1990, a dupla foi capaz de voltar a sua antiga aclamação com Business Never Personal. O álbum é considerado o terceiro clássico da dupla pelos críticos e fãs. O disco originalmente recebeu a nota de 4.5 microfones de 5 da The Source em 1992. O primeiro single, Crossover, se tornou o maior sucesso, chegando quase no top 20 da Billboard Hot 100. Ironicamente, a canção era sobre ser verdadeiro e não chegar ao mainstream, mas se tornou o maior sucesso do EPMD. A faixa "Head Banger" com Redman e K-Solo também foi um hit em 1992. O álbum foi certificado Ouro enm vendas pela RIAA em 13 de Outubro de 1992. O single Crossover foi certificado Ouro em 16 de Novembro de 1992. Enquanto ainda não há data de re-lançamento nos EUA, o disco foi re-lançado em 2005 em formato de vinil na Europa.
Os membros Erick Sermon e Parrish Smith começaram a ter problemas com dinheiro durante a gravação, o que levou ao roubo na casa de Smith. Os invasores disseram que Erick os pagou para a invasão, o que levou a separação do grupo. Os dois lançaram 2 álbuns solo durante 1993 e 1996, e então voltaram como dupla em 1997.
| Críticas profissionais                                                      | Críticas profissionais |
| Avaliações da crítica                                                       | Avaliações da crítica  |
| Fonte                                                                       | Avaliação              |
| --------------------------------------------------------------------------- | ---------------------- |
| Allmusic                                                                    | [ 6 ]                  |
| Entertainment Weekly                                                        | (B+)                   |
| Rolling Stone                                                               | [ 8 ]                  |
| Artistdirect                                                                | [ 9 ]                  |
| Robert Christgau                                                            | (dud)                  |
| The Source                                                                  | [ 10 ]                 |
| Washington Post                                                             | (favorable)            |
| Esta tabela precisa de ser acompanhada por texto em prosa. Consulte o guia. |                        |

## Faixas
| #  | Título                                   | Produtor(es)           | Canto (es)                                  |
| -- | ---------------------------------------- | ---------------------- | ------------------------------------------- |
| 1  | "Boon Dox"                               | EPMD                   | Erick Sermon, Parrish Smith                 |
| 2  | "Nobody's Safe Chump"                    | EPMD                   | Erick Sermon, Parrish Smith                 |
| 3  | "Can't Hear Nothing But the Music"       | EPMD, Charlie Marotta  | Erick Sermon, Parrish Smith                 |
| 4  | "Chill"                                  | EPMD                   | Erick Sermon, Parrish Smith                 |
| 5  | "Head Banger"                            | EPMD                   | Erick Sermon, Parrish Smith, K-Solo, Redman |
| 6  | "Scratch Bring It Back, Pt. 2 [Mic Doc]" | DJ Scratch, Mr. Bozack | Erick Sermon, Parrish Smith                 |
| 7  | "Crossover"                              | EPMD                   | Erick Sermon, Parrish Smith                 |
| 8  | "Cummin' at Cha"                         | EPMD                   | Erick Sermon, Parrish Smith, Das EFX        |
| 9  | "Play the Next Man"                      | EPMD                   | Erick Sermon, Parrish Smith                 |
| 10 | "It's Going Down"                        | EPMD                   | Erick Sermon, Parrish Smith                 |
| 11 | "Who Killed Jane?"                       | EPMD                   | Erick Sermon, Parrish Smith                 |

## Samples
- "Boon Dox"
  - "The Payback" by James Brown
  - "I Can Feel it in My Bones" by Earth, Wind & Fire
- "Nobody's Safe Chump"
  - "Nobody Wants You When You're Down & Out" by Bobby Womack
  - "The Message" by Grandmaster Flash & The Furious Five
- "Can't Hear Nothing But the Music"
  - "Schoolboy Crush" by Average White Band
  - "Jungle Boogie" by Kool & The Gang
  - "Give Me Your Love" by Curtis Mayfield
  - "It's A New Day" by Skull Snaps
- "Chill"
  - "UFO" by ESG
  - "Dance Floor" by Zapp
  - "Street Thunder" by Foreigner
- "Headbanger"
  - "Impeach The President" by The Honeydrippers
  - "One of Those Funky Things" by Parliament
  - "Papa Was Too" by Joe Tex
  - "Slow Down" by Brand Nubian
- "Scratch Bring It Back, Pt. 2 (Mic Doc)"
  - "Synthetic Substitution" by Melvin Bliss
  - "Duck Down" by KRS-One
- "Crossover"
  - "You Should Be Mine" by Roger Troutman
  - "Say What" by Idris Muhammed
- "Play the Next Man"
  - "Sir Nose D'Voidoffunk" by Parliament
- "It's Going Down"
  - "I Want You" by Marvin Gaye
- "Who Killed Jane?"
  - "Mary Jane" by Rick James
  - "Stone Junkie" by Curtis Mayfield
  - "Papa Was Too" by Joe Tex

## Posições do álbum nas paradas
| Ano  | Álbum                   | Posição       | Posição                | Posição |
| Ano  | Álbum                   | Billboard 200 | Top R&B/Hip Hop Albums |         |
| 1992 | Business Never Personal | #14           | #5                     |         |

## Posições dos singles nas paradas
| Ano  | Canção        | Posição           | Posição                          | Posição         |                                    |
| Ano  | Canção        | Billboard Hot 100 | Hot R&B/Hip-Hop Singles & Tracks | Hot Rap Singles | Hot Dance Music/Maxi-Singles Sales |
| 1992 | "Crossover"   | #21               | #14                              | #1              | #12                                |
| 1992 | "Head Banger" | -                 | #75                              | #11             | -                                  |